# Les Fleurs amères
Pour plus de détails, voir Fiche technique et Distribution.
Les Fleurs amères (Bitter Flowers) est un film belgo-français réalisé par Olivier Meys, en 2017. Il évoque le parcours d’une Chinoise contrainte de se prostituer à Paris.

## Synopsis
Les Fleurs amères est le portrait de Lina, une femme chinoise, qui décide de quitter la Chine, laissant son mari et son fils, pour gagner la France espérant ainsi pouvoir subvenir aux besoins de sa famille. Une fois arrivée à Paris, elle constate qu'elle ne peut pas travailler comme nounou d’une famille de riches immigrés, elle comprend vite en découvrant la réalité, que le salaire rêvé de 2 000 euros est une illusion. Elle doit se résoudre à se  prostituer pour gagner l'argent attendu en Chine par ses créanciers,.

## Fiche technique
- Titre : Les Fleurs amères
- Titre original : Bitter Flowers
- Réalisation :Olivier Meys[4]
- Scénario : : Marteen Loix, Olivier Meys
- Musique : Éric Bribosia, Jens Bouttery
- Image : Benoit Dervaux
- Montage :Ewin Ryckaert
- Son : Marc Thill
- Producteur : Mille et unes films
- Distributeur :
- Pays d’origine :  Belgique,  France
- Genre : Drame
- Date de sortie : Belgique : 28 mars 2018

## Distribution
Le rôle principal de Lina est joué par l'actrice chinoise Qi Xi, découverte en 2012 dans Mystery de Lou Ye.
- Xi Qi : Lina
- Geng Le : Xiadong
- Wang Xi : Yumei
- Zeng Meihuizi Chloe Maayan : Dandan
- Qu Gaowei : Gaofei
- Sam Mirhosseini : le client de la prostituée

## Accueil critique
Pour Cathy Immelen de la RTBF : « Olivier Meys fait très fort autant dans ses partis pris de mise en scène que dans le choix de son sujet : la mondialisation et ses ravages, l’immigration économique, le sens du devoir et du sacrifice au féminin, autant de grands thèmes de société essentiels qui sont évoqués mais racontés à hauteur d’homme… ou de femme… ». 
Le journaliste Louis Danvers, de Focus Vif, considère qu'Olivier Meys présente « une réalité humaine et sociale méconnue ».

## Distinctions

### Récompenses
- Magritte 2019 :
  - Magritte du premier film.

### Nominations
- Magritte 2019 :
  - Magritte du meilleur film.
  - Magritte du meilleur réalisateur pour Olivier Meys.
  - Magritte du meilleur scénario original ou adaptation pour Olivier Meys et Maarten Loix.